# Музей денег (Мапуту)
Музей денег (порт. Museu Nacional da Moeda) — музей истории денег, расположенный в столице Мозамбика, городе Мапуту; открылся в 1981 году в здании Casa Amarela («жёлтый дом») на площади Praça 25 de Junho, в центральной части города. Музейное здание было построено в XVII веке: оно считается самым старым из сохранившихся в городе и входит в список памятников архитектуры.

## История
Здание Casa Amarela было построенное португальскими солдатами и датируется 1776 годом, хотя данные о точной дате его постройки разнятся. Считается, что первоначально оно служило тюрьмой — до того, как была возведена соседняя крепость Fortaleza Nossa Senhora da Conceição (Fortaleza de Maputo). Около 1860 года индийский торговец купил здание, перестроил его, придав ему современный вид, и стал использовать как складское и офисное помещение. Из-за внешних стен цвета охры здание стали называть «A casa amarela» («жёлтый дом»). Губернатор колонии Мозамбик Жозе Родригес Коэльо ду Амарал купил здание в 1873 году и стал использовать его в качестве административного. Позднее здесь размещалась художественная галерея для местных авторов, которые были особенно активны в 1950—1960-х годах.
С обретением Мозамбиком независимости, в 1975 году, здание в городе Лоренсу-Маркиш (сегодня — Мапуту) утратило свои административные функции. К годовщине введения мозамбикской валюты, 15 января 1981 года, новое правительство Мозамбика открыло в нём Национальный музей денег (Museu Nacional da Moeda). Музей, коллекция которого насчитывает более четырёх тысяч экспонатов, посвящён истории валют в южной Африке: в нём собраны монеты, банкноты и медали, связанные с Мозамбиком. Музей управляется администрацией университета имени Эдуарду Мондлане. В 2011 году здание было включено в список памятников города Мапуту.